# Thomas Sjögren (krögare)
Bo Thomas Viktor Sjögren, född 30 mars 1991 i Vindelns församling, Västerbottens län, är en svensk kock och krögare.

## Biografi
År 2015 blev Sjögren, som den yngsta kocken genom tiderna, utsedd till Årets kock i Sverige. År 2018 tog han hem vinsten i TV4-programmet Kockarnas kamp. I 2024 års upplaga av Kockarnas kamp tog han sig till final men förlorade där mot Jonas Lagerström. 2021 och 2022 medverkade han tillsammans med Pernilla Wahlgren i TV-programmet Pernillas matresa.
Sjögren driver också ett antal restauranger. Bland annat restaurangen Signum i Mölnlycke som år 2023  belönades med en stjärna av Guide Michelin.
Hösten 2025 kommer Sjögren tillsammans med Mischa Billing och Niklas Ekstedt att vara domare i Sveriges Mästerkock.